# Carthage (Schiff)
Die Carthage war ein 1932 in Dienst gestelltes Passagierschiff der britischen Reederei Peninsular and Oriental Steam Navigation Company (P&O), das im Passagier- und Postverkehr von London nach Fernost und Australien eingesetzt wurde. Sie war knapp 30 Jahre lang im Dienst, darunter auch als Hilfskreuzer im Zweiten Weltkrieg, und wurde 1961 in Japan abgewrackt.

## Passagierschiff
Die Carthage wurde auf der Schiffswerft Alexander Stephen and Sons in Glasgow gebaut und sollte eigentlich den Namen Canton erhalten. Das 168,43 Meter lange und 21,79 Meter breite Schiff lief am 18. August 1931 vom Stapel und wurde von Margaret Jean Shaw, der 16-jährigen Tochter des stellvertretenden Vorsitzenden von P&O, Alexander Shaw, 2. Baron Craigmyle, auf den Namen Carthage getauft (der englische Name für die antike Stadt Karthago).
Die Dimensionen der Carthage beliefen sich auf 14.304 BRT, 7.810 NRT und 8.898 DWT. Sie wurde von sechs Parsons-Turbinen angetrieben, die auf zwei Propeller wirkten und eine Höchstleistung von 14.000 Shaft Horsepower (SHP) leisteten. Die Höchstgeschwindigkeit lag bei 18 Knoten. Die Carthage konnte 177 Passagiere der Esten Klasse und 214 Passagiere der Zweiten Klasse befördern. Am 26. November 1931 durchlief sie ihre Probefahrten und zwei Tage später wurde sie ihrer Reederei übergeben. Sie hatte ein identisches Schwesterschiff, die Corfu (14.293 BRT), die bei der gleichen Werft entstand und drei Monate vor ihr vom Stapel lief. Die beiden Schiffe wurden für den Passagier- und Postverkehr nach Indien, China, Japan und Australien gebaut und erhielten deshalb den Spitznamen Far East Sisters.
Am 8. Januar 1932 lief die Carthage in London zu ihrer Jungfernfahrt nach Sues, Aden, Colombo, Penang, Singapur, Hongkong, Shanghai, Kōbe und Yokohama aus. Am 14. Februar 1932 wurde sie während der Ersten Schlacht um Shanghai von chinesischen Geschützen getroffen. Im April 1932 absolvierte die Carthage ihre erste Überfahrt nach Australien.

## Hilfskreuzer im Zweiten Weltkrieg
Am 17. September 1939 wurde die Carthage mitten auf einer Überfahrt von der britischen Admiralität beschlagnahmt. In Colombo auf Sri Lanka wurden Passagiere und Fracht von Bord gebracht. Anschließend fuhr das Schiff nach Kalkutta, wo es in einen bewaffneten Hilfskreuzer umgebaut wurde. Das ehemalige Passagierschiff wurde mit acht 6-inch-Kanonen und zwei 3-inch-Kanonen ausgerüstet.
Am 20. Dezember 1939 wurde die Carthage als Hilfskreuzer in Dienst gestellt und diente fortan im Indischen Ozean als Eskorte für Schiffskonvois. Am 3. November 1941 nahm sie an der Kaperung von Schiffen des Vichy-Regimes teil und schleppte den manövrierunfähigen Dampfer Cap Padaran (8.009 BRT) 36 Seemeilen bis Port Elizabeth. Von April bis Juli 1942 wurde die Carthage in Southampton neu ausgestattet. Während dieser Arbeiten brach in Laderaum Nr. 4 ein schweres Feuer aus. Ab August 1942 war sie wieder auf Patrouille im Indischen Ozean.
Am 24. November 1942 nahm die Carthage vier indische Seeleute an Bord, die am Vortag die Versenkung des britischen Dampfschiffs Tilawa überlebt hatten. Am 29. Oktober 1943 wurde das Schiff als Hilfskreuzer außer Dienst gestellt und nach Norfolk (Virginia) geschickt, um in einen Truppentransporter umgerüstet zu werden. Am 30. Dezember 1943 waren die Umbauten abgeschlossen und die Carthage diente von da an als Truppenschiff zwischen Europa und Kalkutta.

## Späte Jahre
Am 27. Februar 1947 wurde die Carthage nach fast acht Jahren wieder ihren Eignern übergeben und umfassend renoviert. Der hintere Schornstein wurde demontiert, während der vordere verlängert wurde. Der Rumpf wurde Weiß gestrichen. Am 6. Juli 1948 lief die Carthage zu ihrer ersten Nachkriegsfahrt aus. Neuer Endhafen wurde Hongkong. Das Schiff transportierte nun 181 Passagiere in der Ersten Klasse und 213 in der Touristenklasse.
1960 fusionierte P&O mit der Orient Steam Navigation Company und bildete die neue P&O Orient Line. Die Cartage und ihr Schwesterschiff Corfu, die nun beide fast 30 Jahre alt waren, wurden nicht mehr benötigt und zum Abbruch nach Japan verkauft. Am 13. Februar 1961 legte die Carthage zum letzten Mal am King George V Dock in London an. Sie wurde an Mitsui Bussan Kaisha in Osaka verkauft und fuhr am 28. Februar 1961 unter dem Namen Carthage Maru von London nach Japan. Am 15. Juni 1961 begannen bei dem Abbruchunternehmen Miyachi Salvage Co. Lt. In Sakai die Abbrucharbeiten.